# Club Deportivo Saprissa
Il Club Deportivo Saprissa, noto come Deportivo Saprissa o semplicemente Saprissa, è una società calcistica costaricana con sede a San José. Milita nella Primera División e disputa le partite interne allo Stadio Ricardo Saprissa Aymá.
Tanto il Deportivo Saprissa come lo stadio, costruito nel 1972, devono il proprio nome al fondatore del club, Ricardo Saprissa, una figura chiave per lo sviluppo del calcio in Costa Rica. Spesso si fa riferimento a Ricardo Saprissa Aymá, tennista, calciatore e beisbolista nella sua gioventù, come "Apostolo dello sport" della Costa Rica. Lo stadio che onora il suo nome, ubicato nella capitale del paese, San José, è uno dei tredici stadi della CONCACAF che presentano un manto erboso artificiale omologato dalla FIFA.
Il Deportivo Saprissa, che ha la politica di assumere solo giocatori nati in Costa Rica o naturalizzati, ha vinto 37 titoli nazionali, che lo rendono il club di calcio più titolato nel paese. In ambito internazionale si è aggiudicato la CONCACAF Champions League in tre occasioni (1993, 1995 e 2005, perdendo l'edizione 2004 in una storica finale costaricana, contro il suo gran rivale nazionale, la LD Alajuelense) e una CONCACAF League.
Il soprannome della squadra, nominata miglior club del XX secolo in Nordamerica e Centroamerica dall'IFFHS, istituto riconosciuto dalla FIFA, l'8 ottobre 2009, è Monstruo morado per il caratteristico colore violaceo dell'uniforme.

## Storia
Il Club Deportivo Saprissa nacque il 16 luglio 1935, quando Roberto “Beto” Fernández Vásquez, umile calzolaio di San José, materializzò il suo sogno di formare una squadra di calcio ed iscriverla nel campionato nazionale.
Don Beto contattò un giovane sportivo, Don Ricardo Saprissa, di ascendenza spagnola, nato in El Salvador, il 24 giugno 1901, che accettò di collaborare con la squadra. L'uniforme originale bianca e rossa, diventò violetta, perché nella tessitura, accidentalmente i fili rossi si mischiarono con gli azzurri, dando come risultato il "viola". Inoltre la maglietta portava una "S" nel petto in onore di Ricardo Saprissa.
Con il nome di Orión F.C. la squadra ottenne da imbattuta la vittoria della Terza Divisione; nel 1948, in Seconda Divisione, già col nome Saprissa, ottenne la promozione in Prima Divisione per la stagione 1949.
In quell'anno portò alla sua sede l'ambita Copa Gran Bretaña ed inoltre vinse il Campeonato Relámpago che si celebrava in preparazione al campionato nazionale.
La prima partita in Prima Divisione la disputò il 21 agosto 1949, contro La Libertad, e il risultato fu un 3-1 con gol di Manuel "Manolo" Rodríguez, Churchill Espinoza e Viriguas León.
La formazione di quel memorabile primo incontro fu la seguente: Cholo Sanabria in porta, Danilo Solís, Tulio Quirós, Greivin Zumbado, Manolo Rodríguez, Alex Sánchez, Rodolfo Herrera, Ulises Agüero, Churchill Espinoza, Viriguas León, e Pepe Alvarado.
Nel 1952 ottenne il primo titolo nazionale, e fu nuovamente vincitore nel 1953, con un elenco di nomi di lusso: Pachico García, allenatore; Tulio Quirós, Marvin Rodríguez, Catato Cordero, Flaco Pérez, Cholo Sanabria, Alex Sánchez, Greivin Zumbado, Ulisses Agüero, Cuty Monge, Memo Hernández, Melo Quesada, Rodolfo Herrera, Alvaro Murillo, Rubén Jiménez e Saningo Soto.
Tra il 1949 e 1959, il Saprissa attraversò un periodo di ulteriore ascesa nel panorama calcistico nazionale, grazie a grandi giocatori come Catato Cordero, Marvin Rodríguez, Álvaro Murillo e Rodolfo Herrera. Questa squadra si aggiudicò i campionati del 1952, 1953 e 1957.
Nei 10 anni seguenti (1960-1970) conquistò 6 titoli, 1962, 1964, 1965, 1967, 1968, 1969.
È l'unica squadra in Costa Rica ad aver vinto sei campionati consecutivi tra il 1972 e il 1977. Molti giocatori del Saprissa furono vere stelle, tra essi: Miguel Cortés, Felipe Induni, Rigoberto Rojas, Carlos “Piche” García, Juan León Azofeifa, Eduardo “Mudo” Umaña, Edgar Marín, Víctor Manuel Ruíz, Wilberth Barquero, Carlos Solano, Gerardo Solano, Fernando “Príncipe” Hernández, Marco Antonio Rojas, Heriberto Rojas, Eduardo “Flaco” Cavaría, Hernán Morales, Jaime Grant, Asdrúbal Paniagua, Carlos Santana, Enrique Rivers e molti altri.
Nel 1965 si concretizzò il desiderio di costruire uno stadio proprio e dopo grandi lotte si acquistò il terreno in San Juan de Tibás, in un importo di ¢363.398,oo. Lo stadio fu inaugurato il 27 agosto 1972.
Nel frattempo, il Saprissa continuava a mietere successi: campione centroamericano 1970; vincitore dei Tornei della Fraternità Centroamericana 1972, 1973 e 1978; vincitore del Torneo Grandes de Centroamérica 1998; vincitore della Copa Interclubes UNCAF 2003, CONCACAF Champions League 1993, 1995 e 2005; Copa Camel 1985; Copa LG 1999; secondo posto nella Coppa Interamericana 1994 e 1996 e terzo posto nel campionato del mondo per club del 2005 in Giappone.
Negli ultimi anni del XX secolo e nei primi del XXI secolo, la squadra entrò in grave crisi economica: il passivo si ingigantì, ritardando il pagamento ai giocatori, benché paradossalmente si realizzassero investimenti senza contenuto economico, che aggravarono la situazione.
Nel tentativo di salvare l'istituzione, il 15 luglio 2000 l'associazione si trasformò in società di capitali, ma non poté superare la crisi. Tuttavia, grazie a difese legali opportunamente presentate, la Banca Popolare non poté entrare in possesso del bene. Frattanto, in forma provvidenziale, nell'anno 2003 l'imprenditore Jorge Vergara, di nazionalità messicana, acquisì la maggioranza del pacchetto azionario riuscendo a salvare la squadra per gloria della tifoseria "morada".
Nel 2006-2007 arrivò il titolo numero 25. Nelle stagioni seguenti, 2007-2008 e 2008-2009, la squadra ottenne altri tre titoli, diventando la squadra pentacampione (vincitrice di cinque campionati di fila) della Costa Rica. Altri campionati furono vinti nel 2010 e nel 2014 (trentesimo alloro nazionale), poi ancora nel 2014, 2015, 2016 e 2018.
Nel 2019 la squadra ha vinto per la prima volta la CONCACAF League superando nella doppia finale gli honduregni del Motagua.

## Strutture

### Stadio
Lo Stadio Ricardo Saprissa Aymá ha una capienza di 23 112 spettatori, che lo rendono il secondo più grande stadio di Costa Rica, dopo lo Stadio Nazionale di San José, che ha una capacità di 35 000 spettatori.
Le misure ufficiali sono di 105 metri di lunghezza x 68 metri di larghezza, misure approvate dalla FIFA.
L'erba dello Stadio Ricardo Saprissa Aymá è di fibra sintetica ecologica, la prima ed unica in Centro ed America latina, ha il certificato di approvazione della FIFA nell'ambito del programma "Quality Concept", è adatta per la pratica del calcio, baseball, hockey su prato, rugby, softball, oltre ad ogni tipo di eventi.

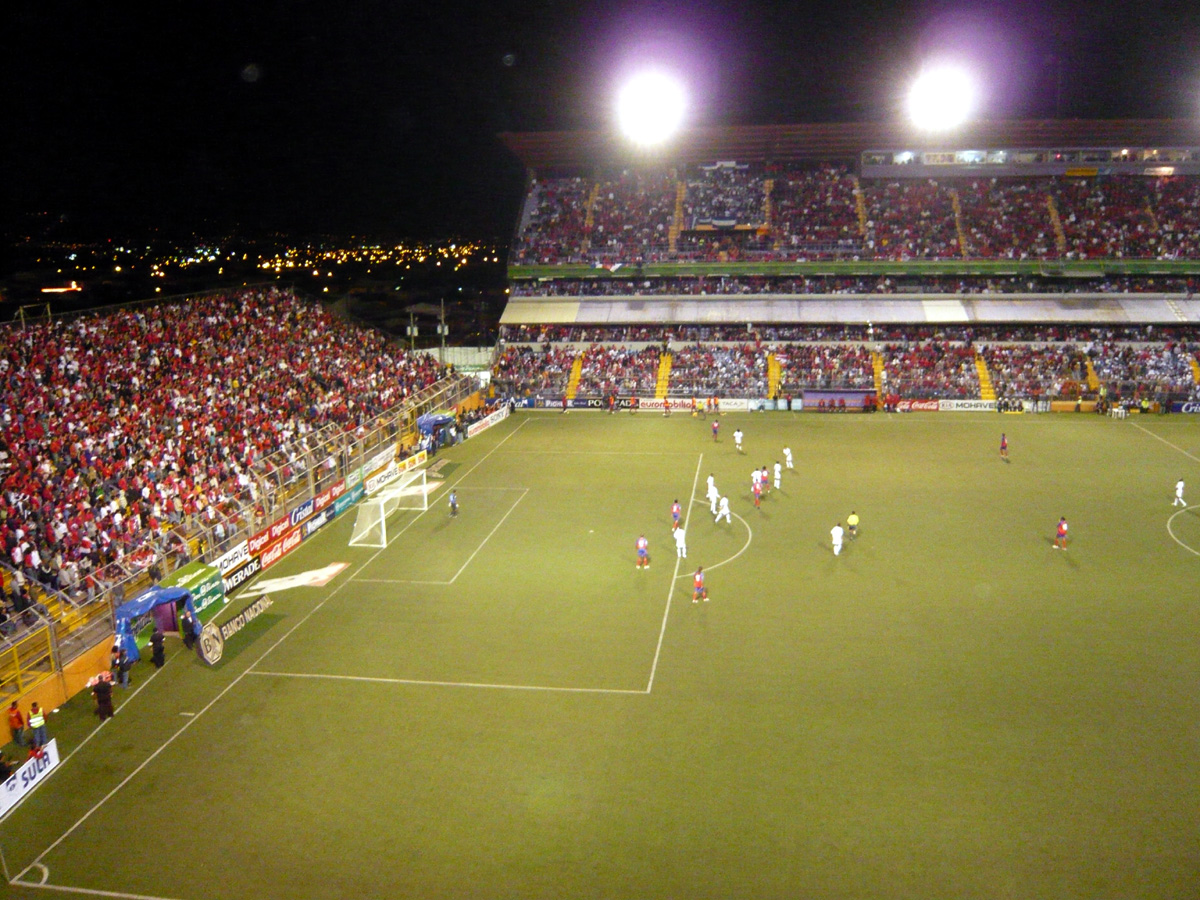
Lo stadio Ricardo Saprissa Aymá durante l'amichevole Costa Rica-Honduras

## Allenatori
- Otto Pedro Bumbel (1952 - 1953)
- Mario "Catato" Cordero (1964 - 1966, 1968 - 1969)
- Marvin Rodríguez (1971 - 1976)
- Guillermo "Coco" Hernández (1977 - 1978)
- Jozef Karel (1977-1979)
- Josef Bouska (1988 - 1991)
- Carlos Linaris (1994 - 1995)
- Alexandre Guimarães (1997 - 1999, 1999 - 2000)
- Manuel Keosseian (2002 - 2003)
- Hernán Medford (2003 -2006)
- Jeaustin Campos (2006 -2009)
- Roy Myers (2009 - 2010)
- Juan Manuel Álvarez (2010-2011)
- Alexandre Guimarães (2011-2012)
- Daniel Casas (2012)
- Ronald González Brenes (2013-2014)
- Jeaustin Campos (2014-2015)
- Douglas Sequeira (2015)
- Carlos Watson (2015-2017)
- Vladimir Quesada (2017-2019)
- Walter Centeno (2019-2021)
- Roy Myers (2021)
- Marco Herrera (2021)
- Mauricio Wright (2021)
- Iñaki Alonso (2021-actualidad)

## Palmarès

### Competizioni nazionali
- Campionato costaricano: 40

1952, 1953, 1957, 1962, 1964, 1965, 1967, 1968, 1969, 1972, 1973, 1974, 1975, 1976, 1977, 1982, 1988, 1989, 1993-94, 1994-95, 1997-98, 1998-99, 2003-04, 2005-06, 2006-07, Invierno 2007, Verano 2008, Invierno 2008, Verano 2010, Verano JPS 2014, Invierno JPS 2014, Invierno Banco Popular 2015, Invierno 2016, Clausura 2018, Clausura 2020, Clausura 2021, Apertura 2022, Clausura 2023, Apertura 2023, Clausura 2024
- Coppa della Costa Rica: 6

1950, 1960, 1963, 1970, 1972, 2013
- Supercoppa della Costa Rica: 3

1963, 1976, 2021
- Segunda División de Costa Rica: 1

1948

### Competizioni internazionali
- Copa Interclubes UNCAF: 5

1972, 1973, 1978, 1998, 2003
- CONCACAF Champions' Cup: 3

1993, 1995, 2005
- CONCACAF League: 1

2019

### Altri piazzamenti
- CONCACAF Champions' Cup/Champions League:

Semifinalista: 1969, 1977, 2004, 2006, 2008, 2010-2011
Terzo posto: 1998
- Coppa Interamericana:

Finalista: 1994, 1996
- Copa Interclubes UNCAF:

Finalista: 1971, 1974, 1996, 1997, 2001, 2004, 2007
- Campionato mondiale per club FIFA:

Terzo posto: 2005
- CONCACAF League:

Finalista: 2020

## Organico

### Rosa 2024
| N. |                       | Ruolo | Calciatore        |
| -- | --------------------- | ----- | ----------------- |
| 1  | Costa Rica (bandiera) | P     | Kevin Chamorro    |
| 2  | Costa Rica (bandiera) | D     | Christian Bolaños |
| 3  | Costa Rica (bandiera) | D     | Pablo Arboine     |
| 4  | Costa Rica (bandiera) | D     | Kendall Waston    |
| 6  | Costa Rica (bandiera) | C     | Jaylon Hadden     |
| 7  | Costa Rica (bandiera) | C     | Jefry Valverde    |
| 8  | Costa Rica (bandiera) | C     | David Guzmán      |
| 9  | Giamaica (bandiera)   | A     | Javon East        |
| 10 | Costa Rica (bandiera) | C     | Marvin Angulo     |
| 11 | Costa Rica (bandiera) | C     | Álvaro Zamora     |
| 12 | Costa Rica (bandiera) | D     | Ricardo Blanco    |
| 13 | Costa Rica (bandiera) | P     | Aaron Cruz        |
| 14 | Costa Rica (bandiera) | A     | Ariel Rodríguez   |
| 18 | Costa Rica (bandiera) | P     | Esteban Alvarado  |

| N. |                       | Ruolo | Calciatore          |
| -- | --------------------- | ----- | ------------------- |
| 19 | Costa Rica (bandiera) | D     | Ryan Bolaños        |
| 20 | Argentina (bandiera)  | C     | Mariano Torres      |
| 21 | Panama (bandiera)     | D     | Fidel Escobar       |
| 22 | Costa Rica (bandiera) | C     | Youstin Salas       |
| 23 | Costa Rica (bandiera) | D     | Óscar Duarte        |
| 24 | Costa Rica (bandiera) | A     | Orlando Sinclair    |
| 26 | Costa Rica (bandiera) | A     | Julen Cordero       |
| 27 | Costa Rica (bandiera) | C     | Emanuel Carvajal    |
| 28 | Costa Rica (bandiera) | D     | Luis José Hernández |
| 30 | Costa Rica (bandiera) | D     | Ulises Segura       |
| 31 | Costa Rica (bandiera) | D     | Fabricio Alemán     |
| 32 | Costa Rica (bandiera) | D     | Justin Monge        |
| 33 | Costa Rica (bandiera) | D     | Kenay Myrie         |
| 40 | Costa Rica (bandiera) | P     | Abraham Madriz      |